# Tournoi de clôture du championnat du Honduras de football 2004
Navigation
Saison précédente Saison suivante
Le Tournoi Clausura 2004 est le treizième tournoi saisonnier disputé au Honduras.
C'est cependant la 44e fois que le titre de champion du Honduras est remis en jeu.
Lors de ce tournoi, le Real España a tenté de conserver son titre de champion du Honduras face aux neuf meilleurs clubs honduriens.
Chacun des dix clubs participant était confronté deux fois aux neuf autres équipes. Puis les quatre meilleures se sont affrontées lors d'une phase finale à la fin du tournoi.
Seulement une place était qualificative pour la Copa Interclubes UNCAF.

## Les 10 clubs participants
| \| Broncos UNAH CD Marathon Real España CD Motagua CD Olimpia CD Motagua CD Olimpia Atlético Olanchano Real Patepluma CD Platense CD Marathon Real España CD Victoria CD Vida CD Victoria CD Vida \| Localisation des clubs. |
| Broncos UNAH CD Marathon Real España CD Motagua CD Olimpia CD Motagua CD Olimpia Atlético Olanchano Real Patepluma CD Platense CD Marathon Real España CD Victoria CD Vida CD Victoria CD Vida                               |

| Club                    | Stade                        | Capacité          | Ville          |
| Broncos UNAH            | Stade Fausto Flores Lagos    | 5 000             | Choluteca      |
| CD Marathon             | Stade Yankel Rosenthal       | 15 000            | San Pedro Sula |
| CD Motagua              | Stade Tiburcio Carias Andino | 35 000            | Tegucigalpa    |
| CD Olimpia              | Stade Tiburcio Carias Andino | 35 000            | Tegucigalpa    |
| Atlético Olanchano (en) | Stade Rubén Guifarro         | 5 000             | Catacamas      |
| Real Patepluma          | Stade inconnu                | Capacité inconnue | Santa Bárbara  |
| CD Platense             | Stade Excelsior              | 10 000            | Puerto Cortés  |
| Real España             | Stade Francisco Morazán      | 20 000            | San Pedro Sula |
| CD Victoria             | Stade Nilmo Edwards          | 25 000            | La Ceiba       |
| CD Vida                 | Stade Nilmo Edwards          | 25 000            | La Ceiba       |

## Compétition
Le tournoi Clausura s'est déroulé de la même façon que les tournois saisonniers précédents, en deux phases :
- La phase de qualification : les dix-huit journées de championnat.
- La phase finale : les matchs aller-retour allant des demi-finales à la finale.

### Phase de qualification
Lors de la phase de qualification les dix équipes affrontent à deux reprises les neuf autres équipes selon un calendrier tiré aléatoirement.
Les quatre meilleures équipes sont qualifiées pour les demi-finales.
Le classement est établi sur le barème de points classique (victoire à 3 points, match nul à 1, défaite à 0).
Le départage final se fait selon les critères suivants :
- Le nombre de points.
- La différence de buts générale.
- La différence de buts particulière.
- Le nombre de buts marqué.

### Classement
| Rang | Équipe                      | Pts | J  | G  | N | P | Bp | Bc | Diff |
| ---- | --------------------------- | --- | -- | -- | - | - | -- | -- | ---- |
| 1    | CD Olimpia                  | 37  | 16 | 11 | 4 | 1 | 33 | 15 | +18  |
| 2    | CD Victoria                 | 29  | 16 | 9  | 2 | 5 | 26 | 20 | +6   |
| 3    | CD Marathon                 | 25  | 16 | 7  | 4 | 5 | 22 | 14 | +8   |
| 4    | Real España (T)             | 24  | 16 | 7  | 3 | 6 | 28 | 25 | +3   |
| 5    | CD Motagua                  | 23  | 16 | 6  | 5 | 5 | 22 | 20 | +2   |
| 6    | CD Platense                 | 20  | 16 | 6  | 2 | 8 | 18 | 22 | -4   |
| 7    | Atlético Olanchano (en) (P) | 14  | 16 | 3  | 5 | 8 | 21 | 30 | -9   |
| 8    | CD Vida                     | 13  | 16 | 2  | 7 | 7 | 13 | 25 | -12  |
| 9    | Broncos UNAH                | 13  | 16 | 3  | 4 | 9 | 8  | 20 | -12  |
| 10   | Real Patepluma              | 0   | 0  | 0  | 0 | 0 | 0  | 0  | 0    |

| Légende : Qualifications et relégations | Légende : Qualifications et relégations                  |
| --------------------------------------- | -------------------------------------------------------- |
|                                         | Qualifié pour les demi-finales                           |
|                                         | (T) : Tenant du titre (P) : Promu de la saison 2002-2003 |

#### Matchs
| Résultats (▼dom., ►ext.)                                   | Ola | Mar | Mot | Oli | Pla | Esp | Pat | Bro | Vic | Vid |
| Atlético Olanchano (en)                                    |     | 2-2 | 1-1 | 0-3 | 2-0 | 3-1 |     | 2-1 | 2-4 | 1-2 |
| CD Marathon                                                | 2-1 |     | 3-1 | 2-1 | 0-1 | 1-0 |     | 4-0 | 0-0 | 3-0 |
| CD Motagua                                                 | 2-1 | 1-0 |     | 2-2 | 1-0 | 2-1 |     | 0-1 | 1-2 | 1-1 |
| CD Olimpia                                                 | 2-0 | 2-1 | 0-0 |     | 2-0 | 2-1 |     | 0-0 | 4-0 | 1-1 |
| CD Platense                                                | 2-2 | 1-1 | 2-3 | 1-2 |     | 1-4 |     | 1-0 | 0-2 | 2-0 |
| Real España                                                | 1-1 | 2-1 | 3-2 | 3-4 | 3-2 |     |     | 2-1 | 2-1 | 3-0 |
| Real Patepluma                                             |     |     |     |     |     |     |     |     |     |     |
| Broncos UNAH                                               | 2-0 | 0-0 | 0-3 | 0-2 | 0-2 | 0-0 |     |     | 2-1 | 0-0 |
| CD Victoria                                                | 3-1 | 1-0 | 3-2 | 2-3 | 0-1 | 3-1 |     | 1-0 |     | 2-0 |
| CD Vida                                                    | 2-2 | 1-2 | 0-0 | 2-3 | 0-2 | 1-1 |     | 2-1 | 1-1 |     |
| - Victoire à domicile - Match nul - Victoire à l'extérieur |     |     |     |     |     |     |     |     |     |     |

#### Classement cumulatif
| Rang | Équipe                      | Pts | J  | G  | N  | P  | Bp | Bc | Diff |
| ---- | --------------------------- | --- | -- | -- | -- | -- | -- | -- | ---- |
| 1    | CD Olimpia (C)              | 80  | 34 | 24 | 8  | 2  | 73 | 22 | +51  |
| 2    | Real España (C)             | 59  | 34 | 17 | 8  | 9  | 64 | 48 | +16  |
| 3    | CD Marathon                 | 53  | 34 | 15 | 8  | 11 | 43 | 30 | +13  |
| 4    | CD Motagua                  | 47  | 34 | 13 | 8  | 13 | 44 | 42 | +2   |
| 5    | CD Victoria                 | 45  | 34 | 12 | 9  | 13 | 45 | 49 | -4   |
| 6    | CD Platense                 | 42  | 34 | 11 | 9  | 14 | 38 | 45 | -7   |
| 7    | CD Vida                     | 42  | 34 | 10 | 12 | 12 | 36 | 45 | -9   |
| 8    | Broncos UNAH                | 34  | 34 | 7  | 13 | 14 | 22 | 40 | -18  |
| 9    | Atlético Olanchano (en) (P) | 29  | 34 | 6  | 11 | 17 | 41 | 61 | -20  |
| 10   | Real Patepluma              | 10  | 18 | 2  | 4  | 12 | 15 | 40 | -25  |

| Légende : Qualifications et relégations | Légende : Qualifications et relégations                                                |
| --------------------------------------- | -------------------------------------------------------------------------------------- |
|                                         | Copa Interclubes UNCAF 2004 (en) (1er Tour)                                            |
|                                         | Relégué en Liga Nacional de Ascenso                                                    |
|                                         | (C) : Vainqueur d'un des deux tournois de la saison (P) : Promu de la saison 2002-2003 |

### La Phase Finale
Les quatre équipes qualifiées sont réparties dans le tableau final d'après leur classement général, le deuxième affrontant le troisième et le premier affrontant le quatrième lors des demi-finales.
En cas d'égalité sur la somme des deux matchs, c'est la position au classement général qui départage les deux équipes, sauf pour la finale où des prolongations puis une séance de tirs au but ont éventuellement lieu.

#### Tableau
|  |             |            |             |            |            |     |   |        |        |        |        |        |
|  | 1/2 finale  | 1/2 finale | 1/2 finale  | 1/2 finale | 1/2 finale |     |   | Finale | Finale | Finale | Finale | Finale |
|  |             |            |             |            |            |     |   |        |        |        |        |        |
|  |             |            |             |            |            |     |   |        |        |        |        |        |
|  | CD Olimpia  | (1)        | 4           | 1          |            |     |   |        |        |        |        |        |
|  | CD Olimpia  | (1)        | 4           | 1          |            |     |   |        |        |        |        |        |
|  | Real España | (4)        | 1           | 1          |            |     |   |        |        |        |        |        |
|  | Real España | (4)        | 1           | 1          | CD Olimpia | (1) | 1 | 1      |        |        |        |        |
|  |             |            |             |            |            | (1) | 1 | 1      |        |        |        |        |
|  |             |            | CD Marathon | (3)        | 1          | 0   |   |        |        |        |        |        |
|  | CD Victoria | (2)        | CD Marathon | (3)        | 1          | 0   | 1 | 1      |        |        |        |        |
|  | CD Victoria | (2)        |             |            |            |     | 1 | 1      |        |        |        |        |
|  | CD Marathon | (3)        | 2           | 2          |            |     |   |        |        |        |        |        |
|  | CD Marathon | (3)        | 2           | 2          |            |     |   |        |        |        |        |        |

#### Demi-finales
| Club        | Aller | Retour | Club        | Commentaire |
| CD Olimpia  | 4-1   | 1-1    | Real España |             |
| CD Victoria | 1-2   | 1-2    | CD Marathon |             |

#### Finale
| Match aller | CD Marathon   | 1:1 | CD Olimpia          | Stade Yankel Rosenthal |  |
| 22 mai 2004 | Emil Martínez |     | Juan Manuel Cárcamo |                        |  |

| Match retour | CD Olimpia     | 1:0 | CD Marathon | Stade Tiburcio Carias Andino |  |
| 30 mai 2004  | Danilo Tosello |     |             |                              |  |

## Bilan du tournoi
| Tableau d'Honneur     |            |
| Compétition           | Vainqueur  |
| Tournoi Clausura 2004 | CD Olimpia |

| Qualifications continentales 2004-2005 |                        |
| Copa Interclubes UNCAF                 | Qualifiés              |
| Premier tour (en)                      | CD Olimpia Real España |

| Promotions et relégations           |                         |
| Relégué en Liga Nacional de Ascenso | Real Patepluma          |
| Promu de Liga Nacional de Ascenso   | Municipal Valencia (en) |